# 10956 Vosges
10956 Vosges eller 5023 P-L är en asteroid i huvudbältet som upptäcktes den 24 september 1960 av den nederländsk-amerikanske astronomen Tom Gehrels och det nederländska astronomparet Ingrid van Houten-Groeneveld och Cornelis Johannes van Houten vid Palomarobservatoriet. Den är uppkallad efter den franska bergskedjan Vogeserna.
Den tillhör asteroidgruppen Vesta.